# Lista över Pokémon-filmer

Logotypen för Pokémon.

Det här är en lista över Pokémon-filmer. Den första filmen med Pokémon hade premiär den 18 juli 1998 i Japan, 10 november 1999 i USA och 14 april 2000 i Sverige.

## Huvudfilmer
| Nr | Svensk titel                                                              | Engelsk titel                                                                                 | Japansk titel | Premiär i Sverige | Premiär i USA                                      | Premiär i Japan  |
| -- | ------------------------------------------------------------------------- | --------------------------------------------------------------------------------------------- | --- | ----------------- | -------------------------------------------------- | ---------------- |
| 1  | Pokémon – Filmen                                                          | Pokémon: The First Movie – Mewtwo Strikes Back                                                | 劇場版ポケットモンスター ミュウツーの逆襲 | 14 april 2000     | 12 november 1999                                   | 18 juli 1998     |
| 2  | Pokémon 2: Ensam är stark                                                 | Pokémon: The Movie 2000 – The Power of One                                                    | 劇場版ポケットモンスター 幻のポケモン ルギア爆誕                                                                                                | 8 december 2000   | 21 juli 2000                                       | 17 juli 1999     |
| 3  | Pokémon 3: Unowns förtrollning                                            | Pokémon 3: The Movie – Spell of the Unown                                                     | 劇場版ポケットモンスター 結晶塔の帝王 ENTEI | 4 maj 2001        | 6 april 2001                                       | 8 juli 2000      |
| 4  | Pokémon för alltid - Celebi, skogens röst                                 | Pokémon 4Ever: Celebi – Voice of the Forest                                                   | 劇場版ポケットモンスター セレビィ 時を越えた遭遇（であい）                                                                                      | 10 november 2004  | 11 oktober 2002                                    | 7 juli 2001      |
| 5  | Pokémon hjältarna: Latios och Latias                                      | Pokémon Heroes: Latios and Latias                                                             | 劇場版ポケットモンスター 水の都の護神 ラティアスとラティオス                                                                                    |                   | 16 maj 2003                                        | 13 juli 2002     |
| 6  | Pokémon: Jirachi önskemakaren                                             | Pokémon: Jirachi – Wish Maker                                                                 | 劇場版ポケットモンスターアドバンスジェネレーション 七夜の願い星 ジラーチ                                                                        | 18 oktober 2006   | 1 juni 2004                                        | 19 juli 2003     |
| 7  | Pokémon: Dagen D för Deoxys                                               | Pokémon: Destiny Deoxys                                                                       | 劇場版ポケットモンスター アドバンスジェネレーション 裂空の訪問者 デオキシス                                                                     | 4 november 2009   | 22 januari 2005                                    | 17 juli 2004     |
| 8  |                                                                           | Pokémon: Lucario and the Mystery of Mew                                                       | 劇場版ポケットモンスターアドバンスジェネレーション ミュウと波導の勇者 ルカリオ                                                                  |                   | 19 september 2006                                  | 16 juli 2005     |
| 9  | Pokémon Ranger and the Temple of the Sea                                  | 劇場版ポケットモンスターアドバンスジェネレーション ポケモンレンジャーと蒼海の王子 マナフィ    | 23 mars 2007 | 15 juli 2006      |                                                    |                  |
| 10 | Pokémon: Darkrai slår till                                                | Pokémon: The Rise of Darkrai                                                                  | 劇場版ポケットモンスター ダイヤモンド&パール ディアルガVSパルキアVSダークライ                                                                   | 5 oktober 2011    | 24 februari 2008                                   | 14 juli 2007     |
| 11 | Pokémon: Giratina och krigaren från himlen                                | Pokémon: Giratina and the Sky Warrior                                                         | 劇場版ポケットモンスター ダイヤモンド&パール ギラティナと氷空（そら）の花束 シェイミ                                                            | 5 oktober 2011    | 13 februari 2009                                   | 19 juli 2008     |
| 12 | Pokémon: Arceus och livets juvel                                          | Pokémon: Arceus and the Jewel of Life                                                         | 劇場版ポケットモンスター ダイヤモンド&パール アルセウス 超克の時空へ                                                                            | 2 juni 2011       | 20 november 2009                                   | 18 juli 2009     |
| 13 | Pokémon: Zoroark – Illusionernas mästare                                  | Pokémon: Zoroark – Master of Illusions                                                        | 劇場版ポケットモンスター ダイヤモンド＆パール 幻影の覇者 ゾロアーク                                                                             | 22 april 2011     | 5 februari 2011                                    | 10 juli 2010     |
| 14 | Pokémon: Black – Victini och Reshiram Pokémon: White – Victini och Zekrom | Pokémon the Movie: Black - Victini and Reshiram Pokémon the Movie: White - Victini and Zekrom | 劇場版ポケットモンスター ベストウイッシュ ビクティニと黒き英雄 ゼクロム 劇場版ポケットモンスター ベストウイッシュ ビクティニと白き英雄 レシラム | 21 november 2012  | 3 december 2011 (White) / 10 december 2011 (Black) | 16 juli 2011     |
| 15 | Pokémon: Kyurem mot rättvisans svärd                                      | Pokémon the Movie - Kyurem vs. The Sword of Justice                                           | 劇場版ポケットモンスター ベストウイッシュ キュレムVS聖剣士 ケルディオ                                                                           | 14 augusti 2013   | 8 december 2012                                    | 14 juli 2012     |
| 16 | Pokémon: Genesect och den återuppväckta legenden                          | Pokémon the Movie: Genesect and the Legend Awakened                                           | 劇場版ポケットモンスター ベストウイッシュ 神速のゲノセクト ミュウツー覚醒                                                                       | 30 december 2014  | 19 oktober 2013                                    | 13 juli 2013     |
| 17 | Pokémon – Filmen: Diancie och förstörelsens kokong                        | Pokémon the Movie: Diancie and the Cocoon of Destruction                                      | ポケモン・ザ・ムービーXY 「破壊の繭とディアンシー」                                                                                             |                   | 8 november 2014                                    | 19 juli 2014     |
| 18 | Pokémon – Filmen: Hoopa och tidernas sammandrabbning                      | Pokémon the Movie: Hoopa and the Clash of Ages                                                | ポケモン・ザ・ムービーXY 光輪の超魔神 フーパ | 19 december 2016  | 18 juli 2015                                       |                  |
| 19 | Pokémon – Filmen: Volcanion och det mekaniska undret                      | Pokémon the Movie: Volcanion and the Mechanical Marvel                                        | ポケモン・ザ・ムービーXY&Z ボルケニオンと機巧のマギアナ                                                                                         | 5 december 2015   | 16 juli 2016                                       |                  |
| 20 | Pokémon – Filmen: Jag väljer dig!                                         | Pokémon the Movie: I Choose You!                                                              | 劇場版ポケットモンスター キミにきめた！ | 5 januari 2018    | 5 november 2017                                    | 15 juli 2017     |
| 21 | Pokémon – Filmen: Vår styrka                                              | Pokémon the Movie: The Power of Us                                                            | 劇場版 ポケットモンスター みんなの物語 | 21 februari 2019  | 24 november 2018                                   | 13 juli 2018     |
| 22 | Pokémon: Mewtwo slår tillbaka – Evolution                                 | Pokémon the Movie: Mewtwo Strikes Back Evolution                                              | ミュウツーの逆襲 EVOLUTION | 27 februari 2020  | 27 februari 2020                                   | 12 juli 2019     |
| 23 | Pokémon – Filmen: Djungelns hemligheter                                   | Pokémon the Movie: Secrets of the Jungle                                                      | 劇場版ポケットモンスター ココ | 8 oktober 2021    | 8 oktober 2021                                     | 25 december 2020 |

## Spelfilmer
| Svensk titel               | Engelsk titel              | Japansk titel    | Premiär i Sverige | Premiär i USA | Premiär i Japan |
| -------------------------- | -------------------------- | ---------------- | ----------------- | ------------- | --------------- |
| Pokémon: Detective Pikachu | Pokémon: Detective Pikachu | 名探偵ピカチュウ | 8 maj 2019        | 10 maj 2019   | 22 juni 2019    |

## TV-filmer
| Nr | Svensk titel                | Engelsk titel                             | Japansk titel                                   | Premiär i Sverige | Premiär i USA                            | Premiär i Japan  |
| -- | --------------------------- | ----------------------------------------- | ----------------------------------------------- | ----------------- | ---------------------------------------- | ---------------- |
| 1  | Pokémon: Mewtwo Återkomsten | Pokémon: Mewtwo Returns                   | ポケットモンスター ミュウツー! 我ハココニ在リ   | 2002              | 4 december 2001                          | 30 december 2000 |
| 2  |                             | Pokémon: The Legend of Thunder            | ポケットモンスタークリスタル・ライコウ 雷の伝説 |                   | 3 juni 2006 (del 1) 10 juni 2006 (del 2) | 30 december 2001 |
| 3  |                             | Pokémon: The Mastermind of Mirage Pokémon | 戦慄のミラージュポケモン                        |                   | 29 april 2006                            | 13 oktober 2006  |

## Pikachu-kortfilmer
| Nr | Svensk titel                             | Engelsk titel                                  | Japansk titel          | Premiär i Sverige | Premiär i USA    | Premiär i Japan  |
| -- | ---------------------------------------- | ---------------------------------------------- | ---------------------- | ----------------- | ---------------- | ---------------- |
| 1  | Pikachus semester                        | Pikachu's Vacation                             | ピカチュウのなつやすみ | 14 april 2000     | 12 november 1999 | 18 juli 1998     |
| 2  |                                          | Christmas Night                                | クリスマスであそぼ!    |                   | 25 november 2006 | 22 december 1998 |
| 3  | Kanga Games                              | 雪であそぼ!                                    |                        |                   | 25 november 2006 | 22 december 1998 |
| 4  | Pikachus räddningsuppdrag                | Pikachu's Rescue Adventure                     | ピカチュウたんけんたい | 8 december 2000   | 21 juli 2000     | 17 juli 1999     |
| 5  |                                          | Winter Games                                   | こおであそぼ!          |                   | 23 november 2004 | 22 december 1999 |
| 6  | Stantler's Little Helpers                | クリスマスの夜                                 |                        |                   | 23 november 2004 | 22 december 1999 |
| 7  | Pikachu & Pichu                          | Pikachu and Pichu                              | ピチューとピカチュウ   | 4 maj 2001        | 6 april 2001     | 8 juli 2000      |
| 8  |                                          | Delibird's Dilemma                             | デリバードのプレゼント |                   | 17 juni 2006     | 22 december 2000 |
| 9  | Snorlax Snowman                          | ホワイトストーリ                               |                        |                   | 17 juni 2006     | 22 december 2000 |
| 10 | Pikachu's Pikaboo                        | ピカチュウのドキドキかくれんぼ                 | 18 mars 2003           | 7 juli 2001       |                  |                  |
| 11 | Camp Pikachu                             | ピカピカ星空キャンプ                           | 20 januari 2004        | 13 juli 2002      |                  |                  |
| 12 | Gotta Dance!                             | おどるポケモンひみつ基地                       | 1 juni 2004            | 19 juli 2003      |                  |                  |
| 13 |                                          | ピカチュウのなつまつり                         |                        | 1 augusti 2004    |                  |                  |
| 14 | ポケモン3Dアドベンチャー ミュウを探せ!   | 18 mars 2005                                   |                        |                   |                  |                  |
| 15 | ピカチュウのおばケカーニバル             | 1 augusti 2005                                 |                        |                   |                  |                  |
| 16 | Pokémon 4D: Pikachu's Ocean Adventure    | ポケモン3Dアドベンチャー2 ピカチュウ海底大冒険 | 1 juli 2008            | 20 maj 2006       |                  |                  |
| 17 | Pikachu's Island Adventure               | ピカチュウのわんぱくアイランド                 | 1 april 2007           | 1 augusti 2006    |                  |                  |
| 18 |                                          | ピカチュウの探検クラブ                         |                        | 1 augusti 2007    |                  |                  |
| 19 | ピカチュウ 冰の大冒険                    | 1 augusti 2008                                 |                        |                   |                  |                  |
| 20 | ピカチュウのキラキラだいそうさく!        | 1 augusti 2009                                 |                        |                   |                  |                  |
| 21 | ピカチュウのふしざな大冒険               | 1 augusti 2010                                 |                        |                   |                  |                  |
| 22 | ピカチュウのサマー・ブリッジ・ストーリー | 1 augusti 2011                                 |                        |                   |                  |                  |
| 23 | うたえメロエッタ リンカのみをさがせ      | 3 juli 2012                                    |                        |                   |                  |                  |
| 24 | Meloetta's Moonlight Serenade            | メロエッタのキラキラリサイタル                 | 15 februari 2013       | 14 juli 2012      |                  |                  |
| 25 | Eevee & Friends                          | ピカチュウとイーブイ☆フレンズ                  | 5 december 2013        | 13 juli 2013      |                  |                  |
| 26 | Pikachu, What's This Key?                | ピカチュウ、これなんのカギ？                   | 2 februari 2015        | 19 juli 2014      |                  |                  |
| 27 | Pikachu and the Pokémon Music Squad      | ピカチュウとポケモンおんがくたい               | 21 december 2015       | 18 juli 2015      |                  |                  |

## Anmärkningslista
1. 1 2 3 4 5 6 7 8 9 10 11 12  Detta datum syftar till när filmen lanserades på ett lagringsmedium.
2. 1 2 3 4 5 6 7 8 9 10 11 12 13 14 15 16 17 18 19 20  Detta datum syftar till när filmen först visades på TV.
3. 1 2  Detta datum syftar till när filmen först gjordes tillgänglig online.